# Hieracium esketanense
Hieracium esketanense es una especie de planta con flor del género Hieracium, de la familia Asteraceae, orden Asterales.

## Distribución
Hieracium esketanense se distribuye por Noruega.

## Taxonomía
Fue descrita científicamente por Stenstr. Fue publicada en Värmländsk. Archierac.